# Sumber Urip (Berbek)
Sumber Urip is een bestuurslaag in het regentschap Nganjuk van de provincie Oost-Java, Indonesië. Sumber Urip telt 4023 inwoners (volkstelling 2010).